# Турач сірий
Тура́ч сірий (Ortygornis pondicerianus) — вид куроподібних птахів родини фазанових (Phasianidae). Мешкає в Ірані і на Індійському субконтиненті, був інтродукований на Аравії, на багатьох островах Індійського океану і на Гаваях.

## Опис

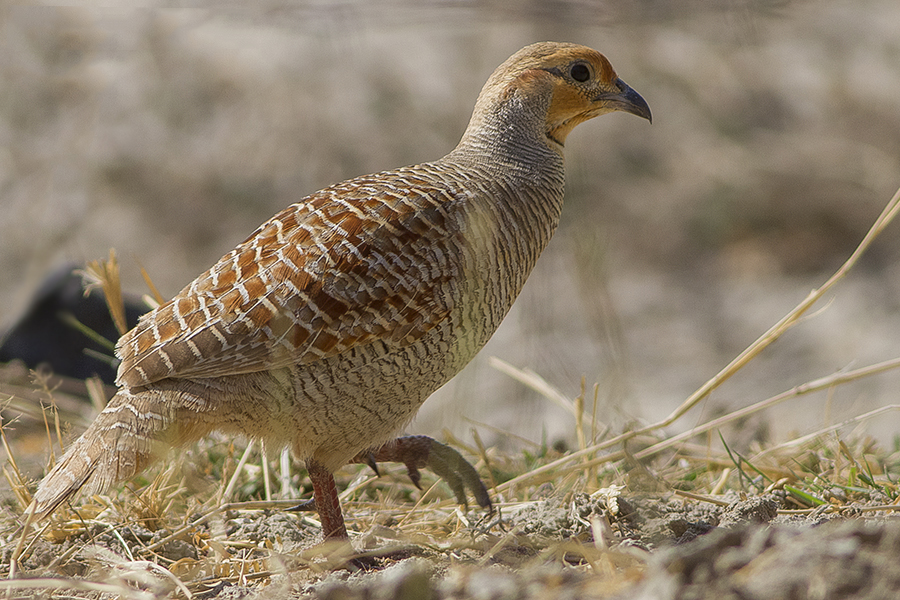
Сірий турач (солончак Тал-Чхапар, штат Раджастхан, Індія)

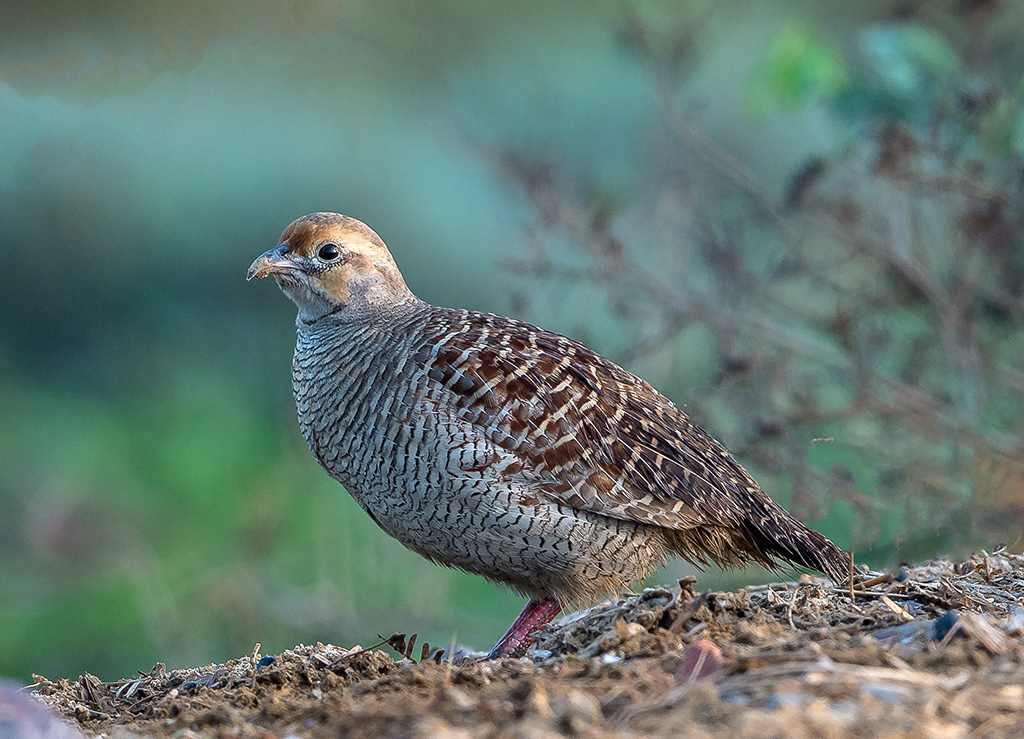
Сірий турач (Рохтак, штат Хар'яна, Індія)

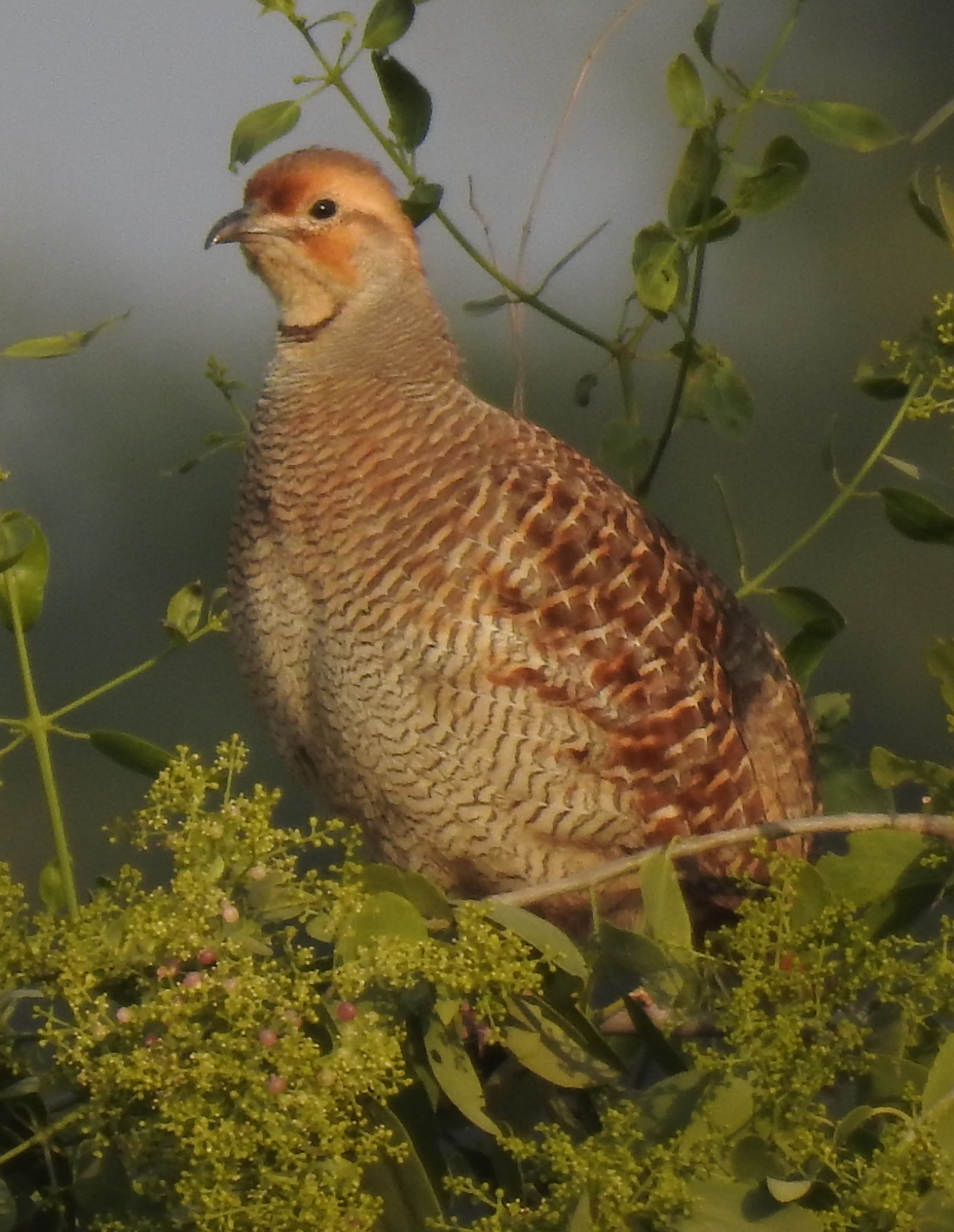
Сірий турач (Національний парк Кеоладео, штат Раджастхан, Індія)

Довжина самців становить 29-34 см, самиць 26-30 см, довжина крила у самців становить 142-161 мм, у самиць 142-146 мм, вага самців становить 260-340 г, самиці 200-310 г. У представників номінативного підвиду тім'я і потилиця сірувато-коричневі, лоб, "брови", щоки, підборіддя і горло рудуваті або рудувато-охристі, на скронях коричневі плями, горло окаймлене вузькою темною смугою. Нижня частина тіла кремово-охриста, поцяткована темними смужками, які на шиї і грудях більш вузькі, а на животі більш широкі. Верхня частина тіла сірувато-коричнева, поцяткована білуватими або охристими смужками, пера на плечах і верхні покривні пера крил мають помітні світлі стрижні. Хвіст рудуватий з темною смугою на кінці. Райдужки карі, дзьоб чорний, лапи оранжеві, у самців на лапах є 1-2 шпори. 
Молоді птахи вирізняються світлішим забарвлення і відсутністю темного окаймлення горла. Представники підвиду O. p. mecranensis мають блідіше забарвлення, ніж представники номінативного підвиду, представники підвиду O. p. interpositus мають більш темне забарвлення, однак світліше, ніж у представників номінативного підвиду.

## Таксономія
Сірий турач був описаний німецьким натуралістом Йоганном Фрідріхом Гмеліном у 1788 році, в його розширеному і виправленому виданні «Systema Naturae» Карла Ліннея. Він помістив вид в рід Тетерук (Tetrao) і надав йому біномінальну назву Tetrao pondicerianus. При описі сірого турача Гмелін опирався на більш ранній опис виду, зроблений французьким натуралістом П'єром Соннера в праці «Voyage aux Indes orientales et a la Chine». Традиційно сірого турача відносили до роду Турач (Francolinus), однак за результатами низки молекулярно-генетичних досліджень, що показали поліфілітичність цього роду, він був переведений до відновленого роду Ortygornis. Сірі турачі є типовими представниками цього роду.

## Підвиди
Виділяють три підвиди:
- O. p. mecranensis (Zarudny & Härms, 1913) — південь Ірану і Пакистану;
- O. p. interpositus (Hartert, EJO, 1917) — від східного Пакистану до північної Індії і Непалу;
- O. p. pondicerianus (Gmelin, JF, 1789) — південна Індія і північ Шрі-Ланки.

## Поширення й екологія
Сірі турачі мешкають в Ірані, Пакистані, Індії, Непалі і на Шрі-Ланці. Також вони були інтродуковані на сході Аравійського півострова (Оман, ОАЕ, Бахрейн, Катар, схід Саудівської Аравії), на Маврикії, Реюньйоні і Родригесі в архіпелазі Маскаренських островів, на острові Дієго-Гарсія в архіпелазі Чагос, на Сейшельських, Амірантських, Андаманських і Гавайських островах. Сірі турачі живуть в сухих ксерофітних чагарникових заростях, у напіпустелях, відкритих трав'янистих степах, на полях і плантаціях, трапляються поблизу людських поселень. Зустрічаються парами або невеликими сімейними зграйками до 8 птахів. Літають погано і на короткі відстані, при небезпеці ховаються в чагарниках. 
Сірі турачі живляться насінням, а також комахами, зокрема термітами і жуками, особливо чорнотілками і турунами, іноді дрібними хребетними, такими як ящірки або змії. Птахи шукають їжу на землі, пік їхньої активної припадає на вранішні і вечірні години. Сірі турачі відвідують водойми, щоб випити води, однак в пустелях вони також можуть пити росу.
Сірі турачі є моногамними птахами, вони розмножуються протягом всього року, переважно з квітня по вересень. Гніздяться в невеликій заглибині в землі під чагарником, яку встелюють стеблами і листям. У кладці від 6 до 9 кремово-білих або коричнювато-охристих яєць розміром 34,5×26 мм. Інкубаційний період триває 18-19 днів. За пташенятами доглядають і самиці, й самці.